# Ніклас Культі
Ніклас Культі (швед. Nicklas Kulti; нар. 22 квітня 1971) — колишній шведський тенісист.
Найвищу одиночну позицію світового рейтингу — 32 місце досяг 3 травня 1993, парну — 11 місце — 29 вересня 1997 року.
Здобув 3 одиночні та 13 парних титулів.
Найвищим досягненням на турнірах Великого шолома були фінали в парному розряді.
Завершив кар'єру 2000 року.

## Юніорські фінали турнірів Великого шолома

### Одиночний розряд: 4 (2–2)
| Результат | Рік  | Турнір                                 | Покриття | Суперник        | Рахунок  |
| --------- | ---- | -------------------------------------- | -------- | --------------- | -------- |
| Поразка   | 1988 | Відкритий чемпіонат США з тенісу       | Тверде   | Ніколас Перейра | 1–6, 2–6 |
| Перемога  | 1989 | Відкритий чемпіонат Австралії з тенісу | Тверде   | Тодд Вудбрідж   | 6–2, 6–3 |
| Перемога  | 1989 | Вімблдонський турнір                   | Трава    | Тодд Вудбрідж   | 6–4, 6–3 |
| Поразка   | 1989 | Відкритий чемпіонат США з тенісу       | Тверде   | Джонатан Старк  | 4–6, 1–6 |

## Фінали турнірів ATP за кар'єру

### Одиночний розряд: 7 (3–4)
| Легенда                                       |
| --------------------------------------------- |
| Турніри Великого шлема (0–0)                  |
| Фінали Світового туру ATP (0–0)               |
| Фінали Світового туру ATP серії Мастерс (0–0) |
| Серія турнірів ATP (0–0)                      |
| Світова серія ATP (3–4)                       |

| Фінали за покриттям |
| ------------------- |
| Тверде (2–0)        |
| Ґрунт (0–2)         |
| Трава (1–1)         |
| Килим (0–1)         |

| Фінали за типом корту |
| --------------------- |
| Відкритий корт (3–3)  |
| Закритий корт (0–1)   |

| Результат | В-П | Дата     | Турнір              | Рівень        | Покриття | Суперник           | Рахунок            |
| --------- | --- | -------- | ------------------- | ------------- | -------- | ------------------ | ------------------ |
| Поразка   | 0–1 | Сер 1990 | Прага, Чехія        | Світова серія | Ґрунт    | Хорді Арресе       | 6–7(3–7), 6–7(6–8) |
| Перемога  | 1–1 | Січ 1991 | Аделаїда, Австралія | Світова серія | Тверде   | Міхаель Штіх       | 6–3, 1–6, 6–2      |
| Перемога  | 2–1 | Січ 1993 | Аделаїда, Австралія | Світова серія | Тверде   | Крістіан Берґстрем | 3–6, 7–5, 6–4      |
| Поразка   | 2–2 | Бер 1993 | Копенгаген, Данія   | Світова серія | Килим    | Андрій Ольховський | 5–7, 6–3, 2–6      |
| Поразка   | 2–3 | Кві 1996 | Атланта, США        | Світова серія | Ґрунт    | Карім Аламі        | 3–6, 4–6           |
| Перемога  | 3–3 | Чер 1996 | Галле, Німеччина    | Світова серія | Трава    | Євген Кафельников  | 6–7(5–7), 6–3, 6–4 |
| Поразка   | 3–4 | Чер 1999 | Галле, Німеччина    | Світова серія | Трава    | Ніколас Кіфер      | 3–6, 2–6           |

### Парний розряд: 25 (13–12)
| Легенда                         |
| ------------------------------- |
| Турніри Великого шлема (0–2)    |
| Фінали Світового туру ATP (0–0) |
| Серія Мастерс ATP (2–1)         |
| Серія турнірів ATP (2–2)        |
| Світова серія ATP (9–7)         |

| Фінали за покриттям |
| ------------------- |
| Тверде (2–4)        |
| Ґрунт (6–6)         |
| Трава (1–0)         |
| Килим (4–2)         |

| Фінали за типом корту |
| --------------------- |
| Відкритий корт (8–10) |
| Закритий корт (5–2)   |

| Результат | В-П   | Дата     | Турнір                                | Рівень           | Покриття | Партнер              | Суперники                            | Рахунок                 |
| --------- | ----- | -------- | ------------------------------------- | ---------------- | -------- | -------------------- | ------------------------------------ | ----------------------- |
| Перемога  | 1–0   | Бер 1992 | Копенгаген, Данія                     | Світова серія    | Килим    | Магнус Ларссон       | Гендрік Ян Давідс Лібор Пімек        | 6–3, 6–4                |
| Перемога  | 2–0   | Сер 1992 | Сан-Марино, Сан-Марино                | Світова серія    | Ґрунт    | Мікаель Тільстрем    | Крістіан Бранді Федеріко Мордеган    | 6–2, 6–2                |
| Перемога  | 3–0   | Кві 1994 | Монте-Карло, Монако                   | Серія Мастерс    | Ґрунт    | Магнус Ларссон       | Євген Кафельников Даніель Вацек      | 3–6, 7–6, 6–4           |
| Поразка   | 3–1   | Січ 1994 | Swedish Open, Швеція                  | Світова серія    | Ґрунт    | Мікаель Тільстрем    | Ян Апелль Йонас Бйоркман             | 2–6, 3–6                |
| Поразка   | 3–2   | Жов 1994 | Куала-Лумпур, Малайзія                | Світова серія    | Килим    | Ларс-Андерс Вальгрен | Якко Елтінг Паул Гаргейс             | 0–6, 5–7                |
| Поразка   | 3–3   | Чер 1995 | Париж, Франція                        | Великий Шлем     | Ґрунт    | Магнус Ларссон       | Якко Елтінг Паул Гаргейс             | 7–6, 4–6, 1–6           |
| Перемога  | 4–3   | Лют 1996 | Антверпен, Бельгія                    | Серія Чемпіоншип | Килим    | Йонас Бйоркман       | Євген Кафельников Менно Остінг       | 6–4, 6–4                |
| Поразка   | 4–4   | Бер 1996 | Санкт-Петербург, Росія                | Світова серія    | Килим    | Петер Нюборґ         | Євген Кафельников Андрій Ольховський | 3–6, 4–6                |
| Перемога  | 5–4   | Кві 1996 | Maharashtra Open, Індія               | Світова серія    | Тверде   | Йонас Бйоркман       | Байрон Блек Сендон Столл             | 4–6, 6–4, 6–4           |
| Поразка   | 5–5   | Кві 1996 | Монте-Карло, Монако                   | Серія Мастерс    | Ґрунт    | Йонас Бйоркман       | Елліс Феррейра Ян Сімерінк           | 6–2, 3–6, 2–6           |
| Поразка   | 5–6   | Бер 1996 | Лос-Анджелес, США                     | Світова серія    | Тверде   | Йонас Бйоркман       | Маріус Барнард Піт Норвал            | 5–7, 2–6                |
| Поразка   | 5–7   | Сер 1996 | Нью-Гейвен, США                       | Серія Чемпіоншип | Тверде   | Йонас Бйоркман       | Байрон Блек Грант Коннелл            | 4–6, 4–6                |
| Перемога  | 6–7   | Тра 1997 | Атланта, США                          | Світова серія    | Ґрунт    | Йонас Бйоркман       | Скотт Девіс Келлі Джонс              | 6–2, 7–6                |
| Перемога  | 7–7   | Тра 1997 | Swedish Open, Швеція                  | Світова серія    | Ґрунт    | Мікаель Тільстрем    | Магнус Ларссон Магнус Густафссон     | 6–0, 6–3                |
| Поразка   | 7–8   | Сер 1997 | Індіанаполіс, США                     | Серія Чемпіоншип | Тверде   | Йонас Бйоркман       | Майкл Теббутт Мікаель Тільстрем      | 1–6, 1–6                |
| Поразка   | 7–9   | Сер 1997 | Відкритий чемпіонат США з тенісу, США | Великий Шлем     | Тверде   | Йонас Бйоркман       | Євген Кафельников Даніель Вацек      | 76–7, 3–6               |
| Перемога  | 8–9   | Лют 1998 | Санкт-Петербург, Росія                | Світова серія    | Килим    | Мікаель Тільстрем    | Маріус Барнард Брент Гейгарт         | 3–6, 6–3, 7–6           |
| Поразка   | 8–10  | Тра 1998 | Прага, Чехія                          | Світова серія    | Ґрунт    | Фредрік Берг         | Вейн Артурс Ендрю Кратцманн          | 1–6, 1–6                |
| Перемога  | 9–10  | Лис 1998 | Стокгольм, Швеція                     | Серія Інтернешнл | Тверде   | Мікаель Тільстрем    | Кріс Гаггард Петер Нюборґ            | 7–5, 3–6, 7–5           |
| Поразка   | 9–11  | Лип 1999 | Swedish Open, Швеція                  | Світова серія    | Ґрунт    | Мікаель Тільстрем    | Девід Адамс Джефф Таранго            | 6–7(6–8), 4–6           |
| Поразка   | 9–12  | Вер 1999 | Борнмут, Велика Британія              | Світова серія    | Ґрунт    | Міхаель Кольманн     | Девід Адамс Джефф Таранго            | 3–6, 7–6(7–5), 6–7(5–7) |
| Перемога  | 10–12 | Кві 2000 | Барселона, Іспанія                    | Серія Чемпіоншип | Ґрунт    | Мікаель Тільстрем    | Паул Гаргейс Сендон Столл            | 6–2, 6–7(2–7), 7–6(7–5) |
| Перемога  | 11–12 | Чер 2000 | Галле, Німеччина                      | Серія Інтернешнл | Трава    | Мікаель Тільстрем    | Магеш Бгупаті Давід Пріносіл         | 7–6(7–4), 7–6(7–4)      |
| Перемога  | 12–12 | Лип 2000 | Swedish Open, Швеція                  | Серія Інтернешнл | Ґрунт    | Мікаель Тільстрем    | Андреа Гауденці Дієго Наргісо        | 4–6, 6–2, 6–3           |
| Перемога  | 13–12 | Лис 2000 | Париж, Франція                        | Серія Мастерс    | Килим    | Максим Мирний        | Паул Гаргейс Деніел Нестор           | 6–4, 7–5                |

## Фінали ATP Челленджер і ITF Ф'ючерс

### Одиночний розряд: 1 (0–1)
| Легенда              |
| -------------------- |
| ATP Челленджер (0–1) |
| ITF Ф'ючерс (0–0)    |

| Фінали за покриттям |
| ------------------- |
| Тверде (0–0)        |
| Ґрунт (0–0)         |
| Трава (0–0)         |
| Килим (0–1)         |

| Результат | В-П | Дата     | Турнір        | Рівень     | Покриття | Суперник      | Рахунок  |
| --------- | --- | -------- | ------------- | ---------- | -------- | ------------- | -------- |
| Поразка   | 0–1 | Лют 1993 | Ренн, Франція | Челленджер | Килим    | Стефан Сіміан | 4–6, 6–7 |

### Парний розряд: 7 (6–1)
| Легенда              |
| -------------------- |
| ATP Челленджер (6–1) |
| ITF Ф'ючерс (0–0)    |

| Фінали за покриттям |
| ------------------- |
| Тверде (2–0)        |
| Ґрунт (3–1)         |
| Трава (0–0)         |
| Килим (1–0)         |

| Результат | В-П | Дата     | Турнір                | Рівень     | Покриття | Партнер           | Суперники                     | Рахунок       |
| --------- | --- | -------- | --------------------- | ---------- | -------- | ----------------- | ----------------------------- | ------------- |
| Поразка   | 0–1 | Сер 1989 | Пескара, Італія       | Челленджер | Ґрунт    | Магнус Ларссон    | Фредрік Нільссон Давід Енгель | 2–6, 6–4, 6–7 |
| Перемога  | 1–1 | Лис 1989 | Копенгаген, Данія     | Челленджер | Килим    | Магнус Ларссон    | Алекс Антоніч Ронні Ботман    | 6–3, 6–2      |
| Перемога  | 2–1 | Бер 1995 | Індіан-Веллс, США     | Челленджер | Тверде   | Мікаель Тільстрем | Ян Апелль Майк Бауер          | 7–6, 6–4      |
| Перемога  | 3–1 | Кві 1995 | Монте-Карло, Монако   | Челленджер | Ґрунт    | Мікаель Тільстрем | Ніколас Кіфер Міхаель Штіх    | 7–5, 7–5      |
| Перемога  | 4–1 | Тра 1995 | Любляна, Словенія     | Челленджер | Ґрунт    | Мікаель Тільстрем | Шелбі Кеннон Стефан Крюґер    | 6–4, 6–4      |
| Перемога  | 5–1 | Лип 1995 | Брауншвейг, Німеччина | Челленджер | Ґрунт    | Мікаель Тільстрем | Білл Беренс Брендан Каррі     | 7–6, 6–4      |
| Перемога  | 6–1 | Бер 1997 | Індіан-Веллс, США     | Челленджер | Тверде   | Майкл Теббутт     | Скотт Девіс Келлі Джонс       | 6–2, 4–6, 6–3 |

## Досягнення
| W | Ф | ПФ | ЧФ | #Р | КТ | К# | DNQ | A | NH |

### Одиночний розряд
| Турніри Великого шлему                 |     |     |     |     |                   |                   |                   |                   |                   |                   |                   |     |        |       |     |
| Відкритий чемпіонат Австралії з тенісу | 3р  | 1р  | 1р  | 2р  | 2р                | 3р                | 2р                | 3р                | 2р                | К1р               | К1р               | 1р  | 0 / 10 | 10–10 | 50% |
| Відкритий чемпіонат Франції з тенісу   | 1р  | 3р  | 2р  | ЧФ  | 1р                | 2р                | К3р               | 1р                | 1р                | К1р               |                   |     | 0 / 8  | 8–8   | 50% |
| Вімблдонський турнір                   | К3р |     | 1р  | 2р  | 1р                | 1р                |                   | 1р                | 2р                | К2р               |                   | К2р | 0 / 6  | 2–6   | 25% |
| Відкритий чемпіонат США з тенісу       |     |     | 1р  | 1р  | 2р                | 2р                | 1р                | 1р                | К1р               |                   | 1р                |     | 0 / 7  | 2–7   | 22% |
| В-П                                    | 2–2 | 2–2 | 1–4 | 6–4 | 2–4               | 4–4               | 1–2               | 2–4               | 2–3               | 0–0               | 0–1               | 0–1 | 0 / 31 | 22–31 | 42% |
| Чемпіонат завершення сезону            |     |     |     |     |                   |                   |                   |                   |                   |                   |                   |     |        |       |     |
| Кубок Великого шлему                   | NH  | DNQ | DNQ | 1р  | Не кваліфікувався | Не кваліфікувався | Не кваліфікувався | Не кваліфікувався | Не кваліфікувався | Не кваліфікувався | Не кваліфікувався | NH  | 0 / 1  | 0–1   | 0%  |
| Тур ATP Мастерс 1000                   |     |     |     |     |                   |                   |                   |                   |                   |                   |                   |     |        |       |     |
| Індіан-Веллс                           |     |     |     |     |                   | 1р                | К2р               |                   | 2р                |                   |                   |     | 0 / 2  | 1–2   | 33% |
| Відкритий чемпіонат Маямі з тенісу     | 1р  |     |     |     | 4р                | 2р                | К3р               |                   | 4р                |                   |                   |     | 0 / 4  | 6–4   | 60% |
| Монте-Карло                            |     |     | 1р  |     | 1р                | 1р                | К2р               | К3р               | 1р                | К2р               |                   |     | 0 / 4  | 0–4   | 0%  |
| Гамбург                                |     |     | 1р  |     |                   | 1р                |                   |                   |                   |                   |                   |     | 0 / 2  | 0–2   | 0%  |
| Рим                                    |     |     | 2р  | 1р  | 2р                | 1р                |                   |                   |                   | К1р               |                   | К1р | 0 / 4  | 2–4   | 33% |
| Мастерс Канада                         |     |     |     |     |                   |                   |                   | 1р                |                   |                   |                   |     | 0 / 1  | 0–1   | 0%  |
| Мастерс Цинциннаті                     |     |     |     |     |                   | 1р                |                   | 1р                | К2р               |                   |                   |     | 0 / 2  | 0–2   | 0%  |
| Париж                                  |     |     | 3р  | 1р  | К1р               | К1р               |                   | К3р               | К1р               |                   |                   |     | 0 / 2  | 2–2   | 50% |
| В-П                                    | 0–1 | 0–0 | 3–4 | 0–2 | 3–3               | 1–6               | 0–0               | 0–2               | 4–3               | 0–0               | 0–0               | 0–0 | 0 / 21 | 11–21 | 34% |

### Парний розряд
| Турніри Великого шлему                 |                   |                   |                   |                   |                   |                   |                   |     |                   |                   |                   |                   |                   |        |       |     |
| Відкритий чемпіонат Австралії з тенісу |                   |                   |                   |                   |                   |                   | 1р                | 1р  | 3р                | 1р                | 3р                | 3р                | 2р                | 0 / 7  | 7–7   | 50% |
| Відкритий чемпіонат Франції з тенісу   |                   |                   | 1р                |                   |                   | 2р                | Ф                 | ЧФ  | 2р                | 1р                | ПФ                | 3р                | ЧФ                | 0 / 9  | 19–9  | 68% |
| Вімблдонський турнір                   | К1р               |                   | К1р               |                   |                   | 2р                |                   | ЧФ  | ЧФ                | ЧФ                | 1р                | ПФ                |                   | 0 / 6  | 14–6  | 70% |
| Відкритий чемпіонат США з тенісу       |                   |                   |                   |                   |                   | ПФ                | 3р                | 1р  | Ф                 | 3р                | 1р                | 3р                |                   | 0 / 7  | 15–7  | 68% |
| В-П                                    | 0–0               | 0–0               | 0–1               | 0–0               | 0–0               | 6–3               | 7–3               | 6–4 | 11–4              | 5–4               | 6–4               | 10–4              | 4–2               | 0 / 29 | 55–29 | 65% |
| Виступи за країну                      |                   |                   |                   |                   |                   |                   |                   |     |                   |                   |                   |                   |                   |        |       |     |
| Теніс на Олімпійських іграх            | Не проводили      | Не проводили      | Не проводили      |                   | Не проводили      | Не проводили      | Не проводили      | 1р  | Не проводили      | Не проводили      | Не проводили      | 1р                | NH                | 0 / 2  | 0–2   | 0%  |
| Чемпіонат завершення сезону            |                   |                   |                   |                   |                   |                   |                   |     |                   |                   |                   |                   |                   |        |       |     |
| Фінал ATP                              | Не кваліфікувався | Не кваліфікувався | Не кваліфікувався | Не кваліфікувався | Не кваліфікувався | Не кваліфікувався | Не кваліфікувався | RR  | Не кваліфікувався | Не кваліфікувався | Не кваліфікувався | Не кваліфікувався | Не кваліфікувався | 0 / 1  | 1–2   | 33% |
| Тур ATP Мастерс 1000                   |                   |                   |                   |                   |                   |                   |                   |     |                   |                   |                   |                   |                   |        |       |     |
| Індіан-Веллс                           |                   |                   |                   |                   |                   | К1р               | 2р                |     | ЧФ                |                   |                   |                   |                   | 0 / 2  | 3–2   | 60% |
| Відкритий чемпіонат Маямі з тенісу     |                   |                   |                   |                   |                   |                   | 2р                |     | 3р                |                   | ПФ                |                   | 3р                | 0 / 4  | 7–4   | 64% |
| Монте-Карло                            |                   |                   |                   |                   |                   | П                 | 2р                | Ф   | ПФ                | 1р                |                   | ЧФ                |                   | 1 / 6  | 13–5  | 72% |
| Гамбург                                |                   |                   |                   |                   |                   | ЧФ                |                   |     |                   |                   |                   |                   |                   | 0 / 1  | 2–1   | 67% |
| Рим                                    |                   |                   |                   |                   |                   |                   |                   |     |                   | 2р                |                   | 2р                |                   | 0 / 2  | 2–2   | 50% |
| Мастерс Канада                         |                   |                   |                   |                   |                   |                   |                   | ПФ  |                   |                   |                   |                   |                   | 0 / 1  | 3–1   | 75% |
| Мастерс Цинциннаті                     |                   |                   |                   |                   |                   | 1р                |                   | ЧФ  |                   |                   |                   |                   |                   | 0 / 2  | 2–2   | 50% |
| Штутгарт                               |                   |                   |                   |                   |                   |                   |                   |     |                   | 1р                | 1р                | 1р                |                   | 0 / 3  | 0–3   | 0%  |
| Париж                                  |                   |                   |                   |                   |                   | 2р                |                   | 1р  | 2р                | ЧФ                |                   | П                 |                   | 1 / 5  | 7–4   | 64% |
| В-П                                    | 0–0               | 0–0               | 0–0               | 0–0               | 0–0               | 8–3               | 1–3               | 8–4 | 6–4               | 3–4               | 4–2               | 7–3               | 1–1               | 2 / 26 | 39–24 | 62% |

### Мікст
| Турніри Великого шлему                 |     |     |     |     |       |     |     |
| Відкритий чемпіонат Австралії з тенісу |     | ЧФ  |     | 1р  | 0 / 2 | 2–2 | 50% |
| Відкритий чемпіонат Франції з тенісу   |     | 2р  | 3р  | 2р  | 0 / 3 | 3–3 | 50% |
| Вімблдонський турнір                   |     |     | 2р  |     | 0 / 1 | 1–1 | 50% |
| Відкритий чемпіонат США з тенісу       | 1р  |     | ЧФ  |     | 0 / 2 | 2–2 | 50% |
| В-П                                    | 0–1 | 3–2 | 4–3 | 1–2 | 0 / 8 | 8–8 | 50% |